# Jalmari Salomaa
Jalmari Edvard Salomaa (till 1906 Grönholm), född 19 april 1891 i Lundo, död 3 september 1960 i Åbo, var en finländsk filosof. 
Salomaa blev student 1910, filosofie kandidat 1913, filosofie magister 1914 samt filosofie licentiat och filosofie doktor 1919. Han var folkhögskolerektor i Kankaanpää 1918–1920, i Tusby 1921–1922, överombudsman vid Åbo finska universitetssällskap 1922–1923, docent vid Helsingfors universitet 1924–1931 och professor i filosofi vid Åbo universitet 1931–1958. Han skötte även undervisningen i pedagogik och didaktik vid sistnämnda lärosäte 1932–1955. Bland hans arbeten märks Filosofian historia (två band, 1935–1936), biografier över Arthur Schopenhauer (1944) och Johan Vilhelm Snellman (1945) samt memoarverket Eräs lapsuus ja nuoruus (1954).